# Hanns Fechner

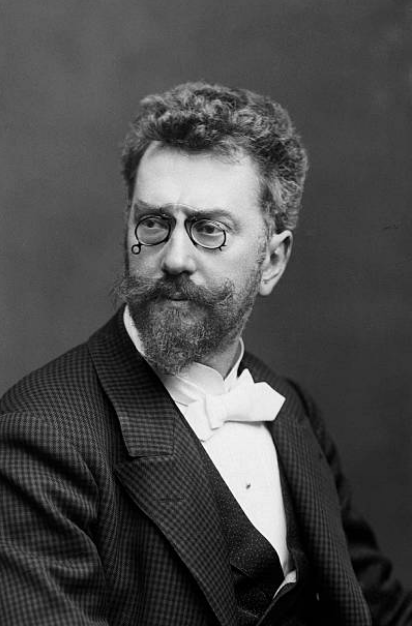
Hanns Fechner um 1900, fotografiert von seinem Vater Wilhelm Fechner

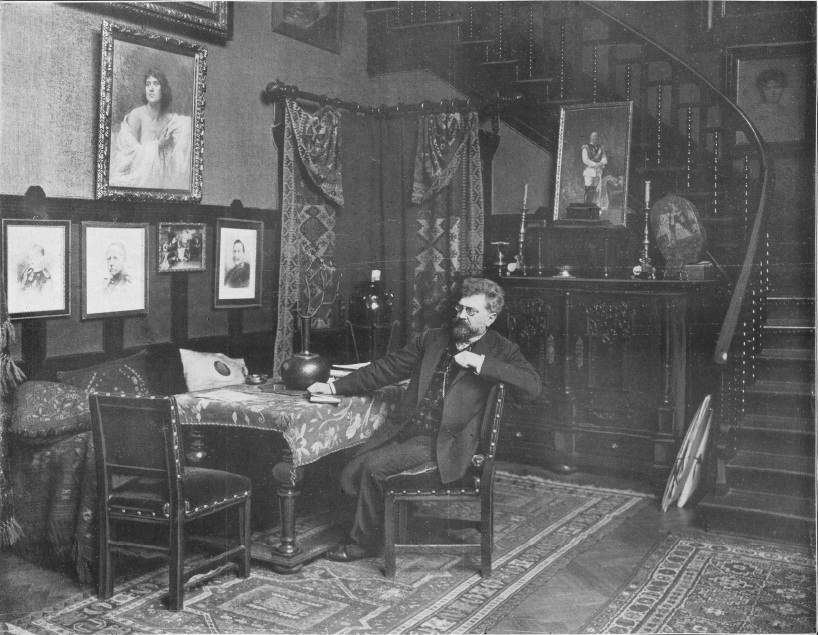
Hanns Fechner in seinem Atelier, 1907. Foto von R. Siegert.

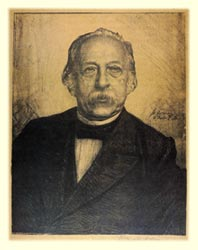
Hanns Fechner: Porträt Theodor Fontane, Lithographie, 1896

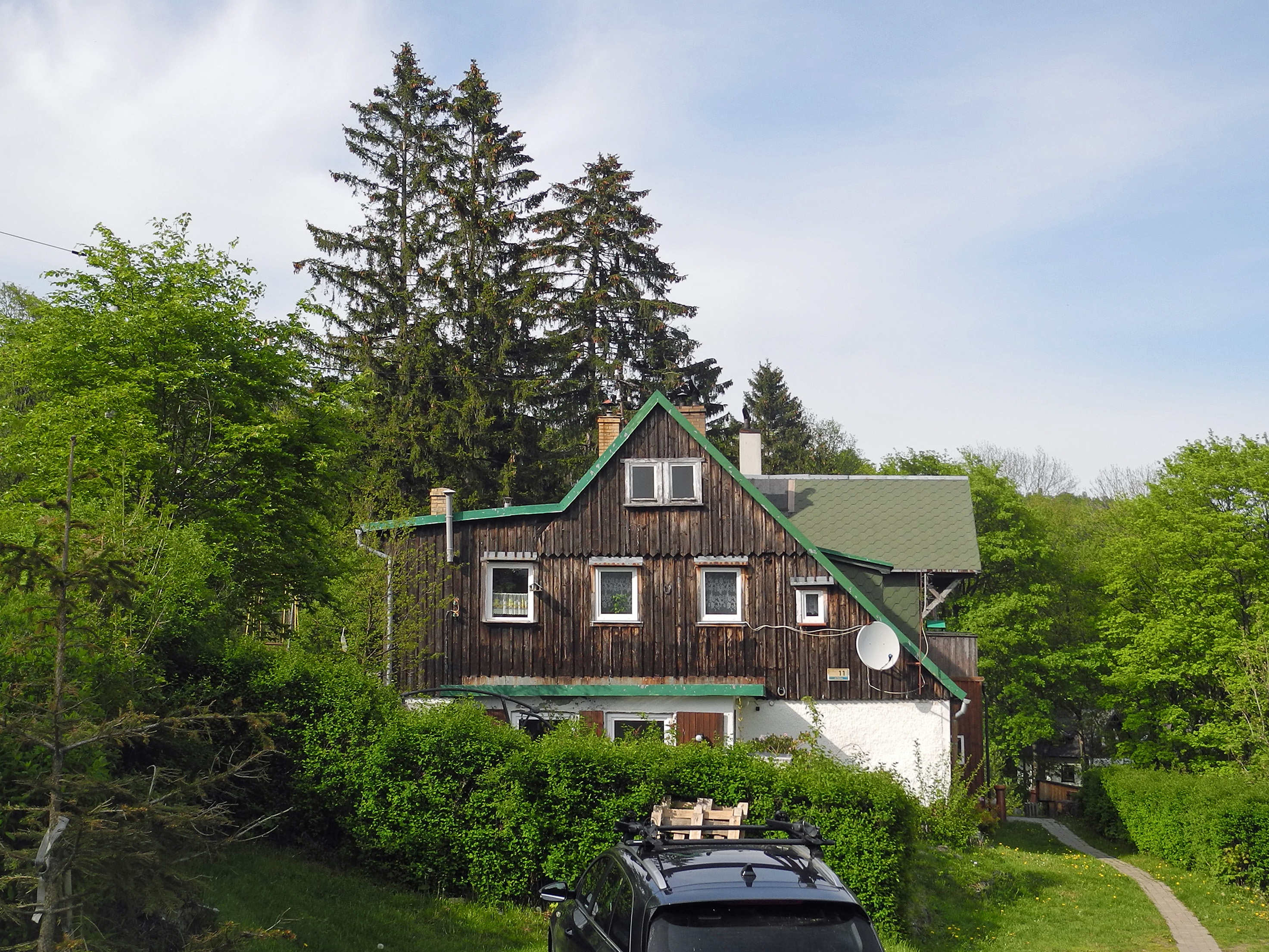
Wohnhaus von Hanns Fechner in Schreiberhau

Johannes „Hanns“ Fechner (* 7. Juni 1860 in  Berlin; † 30. November 1931 in Schreiberhau) war ein deutscher Maler, Grafiker, Medailleur und Schriftsteller. Hanns Fechner hat sich vor allem mit Porträts von Theodor Fontane (1890), Rudolf Virchow (1892) und Wilhelm Raabe (1893) einen Namen gemacht.

## Maler
Fechner besuchte das Friedrich-Wilhelm-Gymnasium und die Königliche Realschule in Berlin und wurde anschließend zunächst von seinem Vater Wilhelm Fechner (1835–1909), einem Maler und Fotografen, unterrichtet. Von 1877 bis 1883 studierte er an der Akademie der Künste und war anschließend Meisterschüler von Franz Defregger in München. Seit 1892 war er Professor und Konservator am Herzoglich-anhaltinischen Kupferstichkabinett in Berlin.
Fechner betätigte sich neben der Porträtmalerei als Illustrator von Texten, fertigte Lithografien und zeichnete Motive aus seiner Heimatgemeinde Wilmersdorf. Als Berliner Lokalmaler ist Fechner allerdings kaum noch bekannt.
In einer Arbeit über das Bild vom Wissenschaftler am Ende des 19. Jahrhunderts stellt die Kritikerin Gabriele Werner zum Virchow-Bild von Fechner unter anderem fest: „Zeitgenössische Fotografien dokumentieren, dass Fechners spezifische wissenschaftliche Attribuierung keine Bilderfindung von ihm ist.“ Vielmehr zeige das Porträt, das Virchow in seinem spartanischen Arbeitszimmer mit einem chirurgischen Arbeitsgerät in der rechten Hand darstellt, während die linke Hand auf einem menschlichen Schädel ruht, ein durchaus realistisch-detailgetreues Abbild der Realität. Die Ausführungen Werners über die Bedeutung des dunklen Anzugs, den Virchow trägt und die fast herrische Geste, mit der er den Schädel umspannt, kommen zu dem Schluss, dass Fechner damit den Anspruch des bürgerlichen Mannes dieser Zeit unterstreicht, nur aus sich selbst, aus der eigenen Leistung heraus Geltung zu beziehen.
Fechner war seit 1880 auch dem Angelsport verbunden und gehörte 1900 zu den Mitbegründern des Deutschen Anglerbundes e. V.

## Schriftsteller
Ein Augenleiden zwang Fechner, die Malerei aufzugeben. Er wandte sich der Schriftstellerei zu, wurde in diesem Metier jedoch allenfalls mit seinen Jugenderinnerungen, der Autobiographie Spreehanns, bekannt. Wilhelm Fechner, Vater von Hanns Fechner, besaß im Dorfkern von Deutsch-Wilmersdorf ein märkisches Landhaus (Brandenburgische Straße 87/88, heute Brandenburgische Straße 56/57). Hier erlebte Fechner um 1870 als Kind die Gründerzeit, den Aufstieg vieler Großbauern zu den sogenannten „Millionenbauern“ und die Entwicklung zum berühmten Seebad Wilmersdorf mit. Seine Erinnerungen schildern diese Umbruchzeit mit viel Lokalkolorit. Das bekannte Landhaus der Fechners wurde bald nach dem Tod von Wilhelm Fechner abgerissen. Heute steht an dieser Stelle der 1964 errichtete Neubau der Bundesversicherungsanstalt für Angestellte (BfA).
Zur Erinnerung trägt seit 1947 die „Fechnerstraße“ in Wilmersdorf den Namen des Künstlers, die zuvor bereits zweimal neue Namen bekommen hatte: vormals „An der Trift“ (ca. 1856 – ca. 1890), „Lauenburger Straße“ (ca. 1890–1937) und „Walter-Fischer-Straße“ (1937–1947).
Hanns Fechners Asche wurde nicht in Berlin, sondern in Schreiberhau beigesetzt.

## Familie
Hanns Fechner war ab 1899 in zweiter Ehe verheiratet mit der unter dem Pseudonym O. Verbeck tätigen Schriftstellerin Cilla Reuleaux (* 18. August 1857, verw. Goldstein, Tochter von Franz Reuleaux). Seine erste Ehe, geschlossen am 30. Juli 1887 mit Anna Benda, wurde am 8. Juni 1898 in Berlin aufgelöst (StA Berlin III). Der 1892 geborene gemeinsame Sohn Werner wurde später als Maler und Radierer bekannt. Im Jahr 1921 heiratete Fechner Hannah Riehm (1865–1931).

## Schriften
- Der Spreehanns – Eine Jugendgeschichte aus dem vorigen Jahrhundert. Fontane & Co., Berlin 1911 (Erste Ausgabe, laut Druckvermerk 1400 Stück)
- Die Angelbrüder. Ein Malersommer in Mittenwald. Fontane & Co., Berlin 1911
- Malerfahrten. Lern- und Lärmzeit. Fontane & Co., Berlin 1912
- Kommende Kunst? Halle a. d. Saale 1915
- Waldvolk aus dem Reiche der Berggeister. Offenbach 1920
- Die Liebe im Wasser und andere Fischgeschichten. Richard Eckstein Nachf. GmbH, Leipzig 1920
- Bekenntnisse deutscher Künstler als Hg., Kurt Vieweg, Leipzig 1920
- Die Malerbrüder: ein Malersommer in Mittenwald. Berlin 1925
- Mein liebes altes Berlin. Ein neuer Band Spreehannsgeschichten. Rembrandt, Berlin 1926
- Menschen, die ich malte. Mit 17 Abbildungen nach eigenen Werken. Vorwort von Hermann Stehr. (Über Wilhelm Raabe, Anton von Werner, Theodor Fontane, Gerhart Hauptmann, Wilhelm Bölsche u. a.), Rembrandt, Berlin 1927
- Aus Nöckelmanns Reich. Verlag J. Neumann, Neudamm 1927
- Bergzauber. Märchen aus Rübezahls Reich. Berlin 1928

## Auszeichnungen
- Kommandeur II. Klasse des Hausordens Albrechts des Bären
- Ehrenkreuz des Mecklenburg-Strelitzer Greifenordens
- Ritterkreuz I. Klasse des Weimarer Hausordens vom Weißen Falken
- Ritterkreuz I. Klasse des Ordens vom Zähringer Löwen von Baden
- Ritterkreuz I. Klasse des Hessischen Ordens Philipps des Großmütigen
- Ritterkreuz des Dänischen Dannebrogordens
- Kleine goldene preußische Medaille (Ausstellung Berlin 1892)
- Kleine goldene Medaille München 1896
- Silberne Medaille für Grafik der Internationalen französischen Ausstellung (Paris 1900)
- Silberne Medaille (St. Louis 1904)
- Mention honorable (Paris 1905)
- Kleine goldene Médaille de la Ville de Paris für Grafik
- Österreichische goldene Staatsmedaille (Salzburg 1907)[6]